# Lijst van beelden in Altena
Dit is een (onvolledige) chronologische lijst van beelden in Altena. De Nederlandse gemeente Altena ontstond op 1 januari 2019 door een fusie van drie Brabantse buurgemeenten in het Land van Heusden en Altena: Aalburg, Werkendam en Woudrichem.
Onder een beeld wordt hier verstaan elk driedimensionaal kunstwerk in de openbare ruimte van de gemeente Altena, waarbij beeld wordt gebruikt als verzamelbegrip voor sculpturen, standbeelden, installaties, gedenktekens en overige beeldhouwwerken.

## Aalburg
- De voormalige gemeente Aalburg telt ruim 20 beelden. Zie Lijst van beelden in Aalburg voor een overzicht.

## Werkendam
- De voormalige gemeente Werkendam telt circa 8 beelden. Zie Lijst van beelden in Werkendam voor een overzicht.

## Woudrichem
- De voormalige gemeente Woudrichem telt circa 20 beelden. Zie Lijst van beelden in Woudrichem voor een overzicht.